# 尤拉伊·库茨卡
尤拉伊·库茨卡（1987年2月26日—）是一位斯洛伐克足球運動員。在場上的位置是中場。他現在效力於斯洛伐克足球超级联赛球隊施洛雲。他也代表斯洛伐克國家足球隊參賽。

## 外部連結
- Official website
- 尤拉伊·库茨卡 – FIFA國際賽競賽紀錄 (存檔)